# Thésaurus (dictionnaire)
Pour les articles homonymes, voir Thésaurus.
Ne doit pas être confondu avec Thésaurus lexicographique ou Thésaurus documentaire.
Un thesaurus est, pendant la Renaissance, un dictionnaire de mots en langues anciennes.

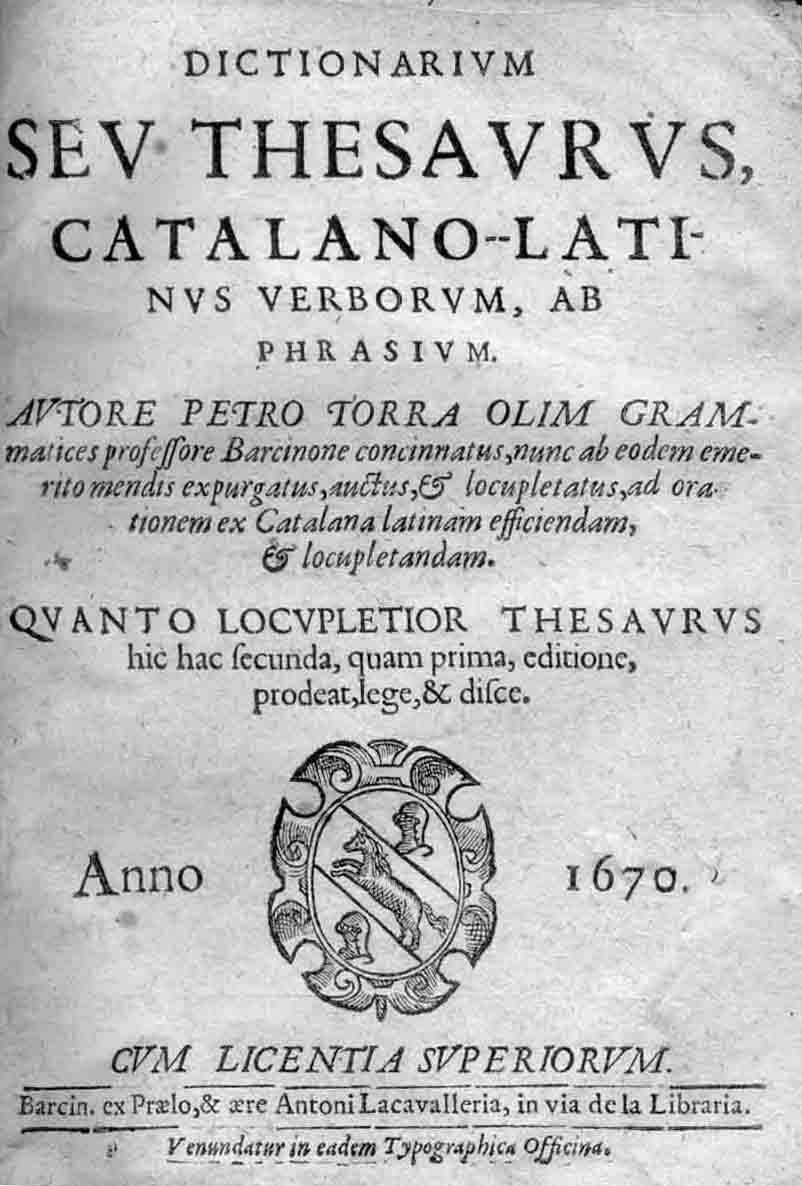

Synonyme de Dictionnaire (Dictionarium) : Dictionnarium seu Thesaurus... du XVIe au XVIIe siècle.
À la Renaissance, le thesaurus, venant du grec thesauros, et traduction latine du mot trésor, est un dictionnaire de mots dans les langues anciennes, le mot trésor étant réservé à la langue alors contemporaine, le français. Les premiers thesaurus furent ceux des Estienne, Robert Estienne, imprimeur et libraire du Roi, et Henri Estienne, et voisins des dictionnaires de grec et de latin comme le Dictionnarium Latino-Gallicum (1538), le Dictionnaire françois-latin, (1540). Ce nom a peut-être été emprunté à Hésiode, « La langue est un trésor de mots » car le mot thesaurus existait déjà dans le domaine de l'encyclopédie dans la littérature médiévale (voir Thesaurus:homonymie) ou signifiant comme aujourd’hui un recueil de textes.

## Thésaurus connus

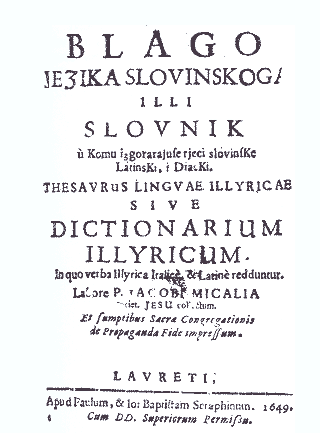

- Thesaurus Latinae Linguae de Robert Estienne réalisé entre 1528-1543 « Les mots et séquences phraséologiques sont donnés avec une interprétation et un exemple tiré d'un auteur classique »[5]
- Thesaurus Maximus Graecae Linguae, H. Steph., 1572, Henri Estienne 4 vol. in-fol[6]

Ils pouvaient être bilingues, trilingues ou multilingues, et ils furent donc suivis d'autres thesaurus par exemple :

### Thesauri anciens
- Thesaurus Linguae Hebraicae de Sante Pagnini (1549)[7].
- Thesaurus vocum omnium lat., graec, gall. Morel G Lyon  1573.
- Thesaurus Theutonicae linguae (1573), Christophe Plantin, Thresor du langage Bas-Alman, dict vulgairemcnt Flameng, traduict en François & en Latin.Dictionnaire flamand-français-latin[8].
- Thesaurus linguarum  v. 1600 Decimator, H., (lat., grec., heb., gall., ital., germ.) Magdebourg
- Polyglotte[9] : Thesaurus polyglottus, vel Dictionarium multilingue, exquadringentis circiter tam veteris quam novi (vel potius antiquis incogniti) orbis nationum linguis, dialectis, idiomatibus et idiotismis constans. De Hieronyme Megiser.  Francfort-sur-le-Main, 1603.
- Thesaurus novus calepinus quator idiomatum voces, Nizzoli, 1606, (Venise).
- Thesaurus polonolatinograecus, seu Promptuarium linguae latinae et graecae Polonorum usui accommodatum de Gregoire Cnapius Cracoviae : Imp. F. Cesarii, 1621.
- Thesaurus linguarum. Sumaran, J.-A., 1626 (Ingolstadt).
- Thesaurus linguæ arabicæ de Giggei, Milan, 1632, 4 vol. in-fol.
- Thesaurus arabico-syro-latinus R.P.F. Thomæ a Novaria, Index alphabeticus ad formam dictionarii pro Thesauro a P. F. Marco Bovelio Lucense, 1636.
- Thesaurus Lingvae Illyricae  (Loreto, 1649 ; Ancona, 1651) Giacomo Micaglia S.J.
- Thesaurus linguarum orientalium. Turcicae, arabicae, persicae, praecipuas earum opes à Turcis peculiariter usurpatas continens nimirum lexicon turcico-arabico-persicum ... quae Turcis ... communis usûs sunt, latinè, germanicè, italicè, gallicè, polonicè, quae non adeò vulgares ... latinè & italicè, quae porrò rariùs in usum veniunt ... latinè tantùm explicantur; et grammaticam turcicam cum ... grammaticis arabicae & persicae linguae ... (Vienne) 3 vol. Fol 1680 Meninski F.
- Thesaurus linguae bohemicae, hoc est lexicon plenissimum, grammatica accurata, idiotismorum elegantiae et emphases adagiaque  Comenius (manuscrit perdu ?).
- Thesaurus linguae bohemica quadripartitus, Rosa, Václav Jan. manuscript in the Narodni Museum, Prague.
- Thesaurus linguae armenicae, antiquae et hodiernae, cum varia praxios materia, cujus elenchum sequens pagella exhibet. Imprint Amstelodami, 1711 - Johann Joachim Schröder, 1680-1756. Contenu : I. Dissertatio de antiquitate, fatis, indole atque usu linguae armenicae.--II. Grammatica & prosodia antique lingua.--III. Confessio Ecclesiae armenicae latine reddita.--IV. Synopsis hodiernae civilis Armenorum linguae.--V. Dialogi tres de sacris, secularibus, & domesticis rebus Armenorum.--VI. Epistolographia, praxis grammatica & indices.
- Thesaurus hispano-latinus, utriusque linguae verbis et phrasibus abundans, P. Bartholomaeo Bravo... inventus, postea a Petro de Salas... Bravo, Bartolomé (S. J., Le P.) Barcinone : M. A. Marti viduae, 1757

En langue française, c'est le trésor de mots, mais le trésor est monolingue, pas le thésaurus :
- Trésor de la Langue Française, Jean Nicot

### Thesauri contemporains
À l'époque contemporaine ce mot est encore utilisé quoique peu fréquemment, pour désigner un dictionnaire bilingue la plupart du temps :
- Thesaurus linguae gallicae Dictionnaire phraséologique de la langue française à l'usage des Français et des Russes et, en général, de tous ceux qui parlent et écrivent en français Pachalery, Anatole-Constantin, Odessa : E. P. Raspopof, 1897
- Thesaurus japonicus; japanisch-deutsches Wörterbuch, Lexikon der in der japanischen Sprache üblichen chinesischen Zeichen und ihrer Zusammensetzungen samt den verschiedenen Arten der Aussprache und den Bedeutungen, von Dr. Rudolf Lange. Imprint Berlin, G. Reimer, 1913 Lange, Rudolf, 1850-1933.
- Thesaurus of the Yiddish language Der oytser fun der Yidisher shprakh / fun Noḥem Stutshkov ; unter der redaktsye fun Maks Vaynraykh. Yidisher Visnshaftlekher Institut, 1950, Weinrich, Max, 1894-1969.
- Thesaurus linguae Tocharicae dialecti A. Inestigatorum Consilio Nationali Bohemo-slovaco adiuvante editus. Imprint Praha, Státní Pedagogické Nakladatelství, 1955. Poucha, Pavel.
- Thesaurus linguae et sapientiae Germanicae / Georg Henisch.Imprint Hildesheim ; New York : G. Olms, 1973.
- Thesaurus linguae Tschuvaschorum, Nikolaj Ivanovich Ashmarin. With an introd. by Gerhard Doerfer.

Ashmarin, Nikolaĭ Ivanovich.Bloomington, Indiana University 1968
- Thesaurus linguae Etruscae  (Massimo Pallottino) 1978
- Thesaurus Tenda (dialecte africain)Marie-Paule Ferry - 1991 -dictionnaire ethnolinguistique de langues
- The American thesaurus of slang: a complete reference book of colloquial speech

Lester V. Berrey, Melvin Van den Bark - 1953 et Thesaurus du Slang Howard N. Rose - 1972 puis Thesaurus du Slang, Albert E. Lewin - 1997.
- Trésor du Breton parlé de Jules Gros
- Thesaurus linguae Dravaenopolabicae, Reinhold Olesch. Köln : Böhlau Verlag, 1983-1987.
- Thesaurus linguae Gallicae / Pierre-Henri Billy. Billy, Pierre-Henri.

Hildesheim : Olms-Weidmann, 1993.
- Thesaurus of Khmu dialects in southeast Asia. Suwilai Prēmsīrat. Imprint Salaya (Thailand) : Institute of Language and Culture for Rural Development, Mahidol University, 2002
- Kālidāsakoṣaḥ, Thesaurus of Kālidāsa / H.L. Shukla, In Sanskrit; includes passages in Hindi, Delhi : B.R. Pub. Corp., 2004

Le Thesaurus Linguae Latinae (ThLL or TLL) est un dictionnaire de latin commencé en 1894 et dont la réalisation n'est pas achevée.

## Homonymie
Le Thesaurus Linguae Graecae (TLG) est un centre de recherche de l'Université de California, Irvine. C'est un ensemble de textes grecs et non un dictionnaire.

### Thesauri en ligne sur le net
Anciens :
- Trésor de Jean Nicot
- Thresor de la langue françoise, Douceur, 1606, en cours sur wikisource
- Thesaurus græcæ linguæ
- Thesaurus linguae latinae sur Gallica .

Contemporains :
- Thesaurus of English and Hindustani Technical Terms Used in Building and Other Useful Arts; and ScieRaverty George, BiblioBazaar, LLC, 2009 En ligne sur Google Livres
- Thesaurus tenda: dictionnaire ethnolinguistique de langues Volume 2 Par Marie-Paule Ferry Dictionnaire linguistique des langues sénégalo-guinéennes (Bassari, Bedik, Konyagi) Tome 2 : En ligne sur Google Livres

### Article
Le mariage de Calepin et du Thesaurus, sous l'olivier de Robert Estienne, à Genève, en 1553 FURNO Martine ; « En 1553, l'imprimeur R. Estienne faisait paraître une édition revue et augmentée du dictionnaire de Calepin. Les ajouts étaient constitués d'extraits tirés du dernier «Thesaurus» de R. Estienne. L'A. examine la publication en y déterminant la part respective des deux lexicographes de manière à expliciter l'histoire des relations entre ces deux hommes et les raisons qui ont conduit Estienne à imprimer cet ouvrage », Bibliothèque d'Humanisme et Renaissance  (ISSN 0006-1999) 2001, vol. 63, no3, pp. 511-532 [22 page(s) (article INIST)